# Asiophrida oblongoguttata
Asiophrida oblongoguttata es un coleóptero de la familia Chrysomelidae.
Fue descrita científicamente por primera vez en 1875 por Chapuis.